# Ramón Infante
Ramón Infante García (Guantánamo, 1949 – Bridgetown, 6 ottobre 1976) è stato uno schermidore cubano, perito nell'esplosione del DC-8 della compagnia cubana esploso subito dopo il decollo dall’aeroporto della piccola isola di Barbados, nel Mar dei Caraibi, insieme ai compagni della nazionale giovanile di scherma.

## Palmarès
In carriera ha conseguito i seguenti risultati:
- Giochi Panamericani:

Cali 1971: bronzo nella apada a squadre.